# Hero-Werke
Die Hero-Werke Fr. E. Rothe waren ein deutscher Automobilhersteller.

## Beschreibung
Das Unternehmen hatte seinen Sitz in Gera. Der Markenname lautete Hero. Die Bauzeit war wohl von 1933 bis 1934. Allerdings gibt eine Quelle nur 1933 als Produktionsjahr und eine andere Quelle nur 1934 als Angebotsjahr an. Mindestens ein Fahrzeug wurde 1933 auf einer Internationalen Automobil- und Motorrad-Ausstellung präsentiert. Die Presse berichtete daraufhin darüber.

## Fahrzeuge
Das einzige Modell war ein Dreirad. Dreiräder waren damals im Deutschen Reich steuerlich begünstigt. Die Fahrzeuge hatten Heckantrieb. Für den Antrieb sorgte ein wassergekühlter Zweizylinder-Zweitaktmotor von DKW mit 584 cm³ Hubraum und 15 PS Leistung. 
Eine viersitzige Limousine ist abgebildet. Die Karosserie bestand aus Holz und war mit Kunstleder überzogen. Das Fahrzeug war bei 250 cm Radstand und 125 cm Spurweite 400 cm lang und wog 385 kg. Daneben werden ein zweisitziges Coupé und ein zumindest geplanter offener Zweisitzer genannt.